# Национальные исторические достопримечательности Канады
Национальные исторические достопримечательности Канады (англ. National historic sites of Canada) — здания, сооружения и территории, признанные имеющими важное значение для истории страны. Статус национальной исторической достопримечательности присваевает правительство Канады на основе рекомендаций Совета Канады по историческим местам и памятникам (англ. Historic Sites and Monuments Board of Canada, часть Управления парков Канады). Отдельно осуществляются процессы присвоения статуса личностей и событий национального исторического значения, а также провинциальных исторических достопримечательностей (в последнем случае статус присваивают власти отдельных провинций и территорий).

## История
После Канадской конфедерации и получения Канадой статуса доминиона на её территории начался подъём национального патриотизма, в свою очередь породивший интерес к сохранению и увековечению объектов, игравших важную роль в формировании исторической индивидуальности Канады в целом и её отдельных регионов. Первые шаги в этом направлении были сделаны в Квебеке, где уже в 1890-е годы был превращён в частный исторический парк форт Леннокс — оборонительное сооружение, игравшее роль в ходе англо-французской войны 1754—1763 годов и перестроенное британцами после англо-американской войны 1812—1814 годов. В 1907 году по инициативе квебекских организаций была сформирована Квебекская (позже Национальная) комиссия по полям сражений, первой задачей которой стала разработка программы по сохранению исторического наследия Полей Авраама — места ключевого сражения англо-французской войны. По рекомендациям комиссии эта территория была превращена в ландшафтный парк с размещёнными в нём памятниками.
В 1919 году была основана уже федеральная программа по увековечению мест, личностей и событий национального исторического значения. Эта задача была возложена на Совет Канады по историческим местам и памятникам в составе Управления парков Канады. В этот совет правительством назначались учёные-исследователи и специалисты по историческому наследию. В дальнейшем по этому образцу были сформированы комиссии в отдельных провинциях, занимавшиеся отбором достопримечательностей более локального значения.
До 1930-х годов работа с национальными историческими достопримечательностями в основном сводилась к установке мемориальных досок и памятных знаков. Попытки реставрации развалин предпринимались редко, и сооружения сохранялись в том виде, в каком пребывали к моменту присвоения статуса. Некоторые здания, не дожившие до присвоения статуса, возводились заново с той или иной степенью исторической достоверности. Лишь в 1930-е годы, после успеха масштабных реставрационных проектов и увеличения вложений в общественные работы в США в годы Великой депрессии, подобное развитие событий началось и в Канаде. Первые крупные работы по реставрации исторических памятников были проведены властями провинции Онтарио (включая восстановление с нуля фортов Джордж и Эри), после чего они уже вместе с федеральным ведомством осуществили реставрацию форта Генри в Кингстоне.
В конце XIX и начале XX века в качестве исторических достопримечательностей национального значения рассматривались преимущественно поля сражений (при Батоше, при ферме Крайслера и другие), места важнейших политических событий (таких как первое собрание исполнительного совета Верхней Канады или высадка британских лоялистов в Нью-Брансуике), локации, связанные с историей торговли пушниной, и отдельные здания, связанные с именами наиболее значительных исторических личностей. С 1950-х годов началось массовое присвоение статуса зданиям, примечательным своим возрастом или архитектурными достоинствами, а затем историческим строительным проектам — каналам, железнодорожным станциям, паркам, городским улицам и кварталам. Более частым стало получения статуса местами, связанными с развитием экономики страны или её науки и технологии, а также с её общественной историей (комплекс зданий Компании Гудзонова залива в Мус-Фактори, монастыри, больницы). С 1990-х годов особое внимание уделяется объектам, связанным с коренным населением Канады (район Нагвичунджик на Северо-Западных территориях), этническо-культурными общинами (сикхский храм в Абботсфорде, Британская Колумбия) и женщинами. Некоторые комплексы, сохранившиеся или заново отстроенные, были превращены в интерактивные музеи под открытым небом.
В 2020-е годы число национальных исторических достопримечательностей Канады превысило тысячу, они расположены во всех провинциях и территориях страны. С 2019 года Совет по историческим местам и памятникам ведёт повторное рассмотрение части событий, личностей и достопримечательностей, которым был ранее присвоен национальный исторический статус. Причинами пересмотра могут быть первоначальная оценка роли личности, события или объекта с излишне колониалистических позиций, его описание в понятиях, в настоящее время считающихся оскорбительными, или широкая огласка неприемлемых деяний или взглядов исторической личности. В общей сложности пересмотру подвергнуты более 200 личностей, событий и достопримечательностей.